# Stegastes variabilis
Stegastes variabilis es una especie de peces de la familia Pomacentridae en el orden de los Perciformes.

## Morfología
Los machos pueden llegar alcanzar los 12,5 cm de longitud total.

## Hábitat
Es un pez de mar.

## Distribución geográfica
Se encuentra desde Florida, el Golfo de México y el Mar Caribe hasta el Brasil.